# Xã Ramsey, Quận Fayette, Illinois
Xã Ramsey (tiếng Anh: Ramsey Township) là một xã thuộc quận Fayette, tiểu bang Illinois, Hoa Kỳ. Năm 2010, dân số của xã này là 1.851 người.